# Андрей Пятницки
Андрей Владимирович Пятницки (на руски: Андре́ѝ Влади́мирович Пя́тницкий) е бивш узбекски и руски футболист, полузащитник. Играл е за 4 национални отбора – СССР, ОНД, Узбекистан и Русия. Участник на Мондиал 1994.

## Кариера
Започва кариерата си в Старт Ташкент, играеки като опорен халф. През 1985 отива в Пахтакор. През октомври същата година е повикан да отбие военната си служба в ЦСКА Москва, където играе по настояване не треньорът Юрий Морозов, забелязъл младежът на европейското първенство за юноши. Дебютира срещу СКА Карпати и вкарва 2 попадения. През първия си сезон при „армейците“ Андрей става един от важните футболист на отбора, но след като отказва да остане в ЦСКА и след края на военната си служба, Морозов престава да го пуска като титуляр. За сезон 1987 Андрей изиграва само 7 мача.
След като се уволнява от казармата, Пятницки получава предложение от Спартак, но решава да се върне в Пахтакор. През 1990 година помага на отбора да се върне във Висшата лига на СССР. Същата година той става европейски шампион за младежи с СССР. Записва и 1 мач за мъжкия отбор. През 1991 вкарва 10 гола в 34 мача, отбелязвайки хеттрик на Шахтьор (Донецк). След разпадането на съветския съюз Анатолий Бишовец извиква Пятницкий в новосформирания отбор на ОНД, който ще играе на Евро 1992 вместо СССР. В началото на 1992 Пятницкий преминава в Спартак Москва. Там Олег Романцев премества опорният халф като атакуващ и Андрей играе в офанзивен план заедно с Игор Ледяхов и Владимир Бесчастних. Същата година футболистът решава да играе за Узбекистан, като записва 2 срещи. През 1993 получава руско гражданство и е национал на Русия, като играе на Мондиал 1994. Пятницкий взима участие само в първия мач от групите срещу Бразилия.
През 1995 решава да заиграе в чужбина, но получава тежка травма в мач срещу Фариорски острови. Това е и последната му среща в състава на Русия. След травмата футболистът губи мястото си в „червено-белите“. В началото на 1998 Василий Кулков му урежда трансфер в Сокол Саратов, но контузията продължава да мъчи Андрей и той записва едва 2 мача. През сезон 2001 играе в Енергия Шатура заедно с Владимир Татарчук.
След края на състезателната си кариера Пятницки става треньор и води Газовик Оренгург през 2004 и Витяз Подолск през 2006. От ноември 2008 е треньор в школата на Спартак Москва.